# Albergaccio (Firenze)
Il cosiddetto Albergaccio è un edificio storico italiano, nella zona del Pian di Ripoli, in via di Ripoli 153, nel Quartiere 3 di Firenze.

## Storia
Lungo la via di Ripoli, la quale si snoda tra muri e case antiche, si trova questo antico edificio non distante dalla piazza del Bandino, col retro affacciato sul viale Donato Giannotti. L'Albergaccio era un insieme di edifici che costituivano un modesto albergo per i viandanti e i pellegrini.
Questo complesso di abitazioni era inizialmente dei Bandini, proprietari della vicina Villa del Bandino; dopodiché questo complesso di edifici passò ai Marchesi Niccolini ed infine allo Spedaluzzo degli Incurabili. All'interno del cortile che si affaccia sull'attuale via di Ripoli, campeggia in terracotta lo stemma della famiglia Niccolini.
Questa struttura, istituita nel XVI secolo, sorse per accogliere coloro che erano affetti dalla sifilide, malattia portata dai soldati di Carlo VIII dalla Francia. Il complesso rimase di proprietà dello Spedale fino al 1781, anno in cui fu soppresso. Il complesso venne in seguito venduto ai privati. Oggi l'edificio è tenuto ad abitazione e a negozio.